# Norman Nato
Norman Nato, né le 8 juillet 1992 à Cannes (Alpes-Maritimes), est un pilote automobile français. En 2024, il est titulaire en championnat du monde de Formule E FIA chez Andretti Global.

## Biographie

### Carrière en karting (2003-2009)
Bercé très jeune par le sport automobile, notamment grâce à son père, Norman Nato participe à ses premières courses de karting en minime en 2003, et termine vice-champion de France dès sa première participation. Il remporte en 2004 et 2005 le championnat de France, et termine vice-champion de France en 2006. Il participe également au championnat d'Europe de karting à Braga au Portugal, et obtient la neuvième place finale. Il remporte ensuite la Course des Champions à El Vendrell en 2007, avant de prendre part en 2008 championnat d'Europe, auquel il finit septième.
En 2009, il est engagé dans les trois compétitions les plus relevées :
- Le championnat de France, qu'il remporte avec cinq victoires et neuf podiums en dix courses.
- Le championnat d'Europe à Wackersdorf, où il devient le plus jeune poleman de l'histoire en signant le meilleur temps absolu des essais chronométrés. Il gagne ensuite une manche qualificative avant que ses espoirs de victoire ne soient ruinés par un accrochage en finale, mais termine néanmoins huitième de cette compétition.
- La Coupe du monde à Sarno où il réalise le seizième temps des essais chronométrés (plus de 75 engagés) avant de remonter dans la hiérarchie durant les manches qualificatives. Il réalise une belle remontée en finale en s'adjugeant la quatrième place, finissant à quelques centièmes d'un podium mondial.

Il participe au SuperNationals à Las Vegas, épreuve de prestige, où il termine deuxième, devant Michael Schumacher, Nelson Angelo Piquet et Sébastien Buemi notamment.
En 2008 et 2009, il fait partie de l'équipe de France FFSA de karting.

### 2010: Débuts en monoplace en F4 Eurocup 1.6
C'est en 2010 qu'il fait ses débuts en monoplace en participant au championnat F4 Eurocup 1.6 au sein de l’Auto Sport Academy, en profitant d'une bourse à la suite de sa présence en équipe de France les saisons passées. Il se classe 2e pour sa première saison, avec une victoire dès la première manche, ainsi qu'une seconde lors de la dernière manche.

### 2011-2012: Formule Renault 2.0
Norman Nato participe en 2011 au championnat d'Eurocup Formula Renault 2.0 avec l'écurie R-ace GP. Ses débuts dans la discipline sont assez difficiles puisqu'il ne monte que deux fois sur le podium. Alors qu'il termine sa première saison à la 11e place, il participe aussi en partie au championnat de Formula Renault 2.0 Northern European Cup. Il ne prend part qu'aux trois premières manches de la saison mais obtient tout de même un podium au Nürburgring.
Son programme est le même en 2012, à la différence qu'il est engagé avec l'écurie RC Formula. Il réalise une bonne saison et se classe 4e avec une victoire. En parallèle, il court donc aussi en Formula Renault 2.0 Alps avec la même écurie, mais malgré ses quatre victoires et ses huit podiums, il échoue face au Russe Daniil Kvyat et doit se contenter de la deuxième place finale, pour seulement trois points.

### 2013-2014: Formule Renault 3.5 Series

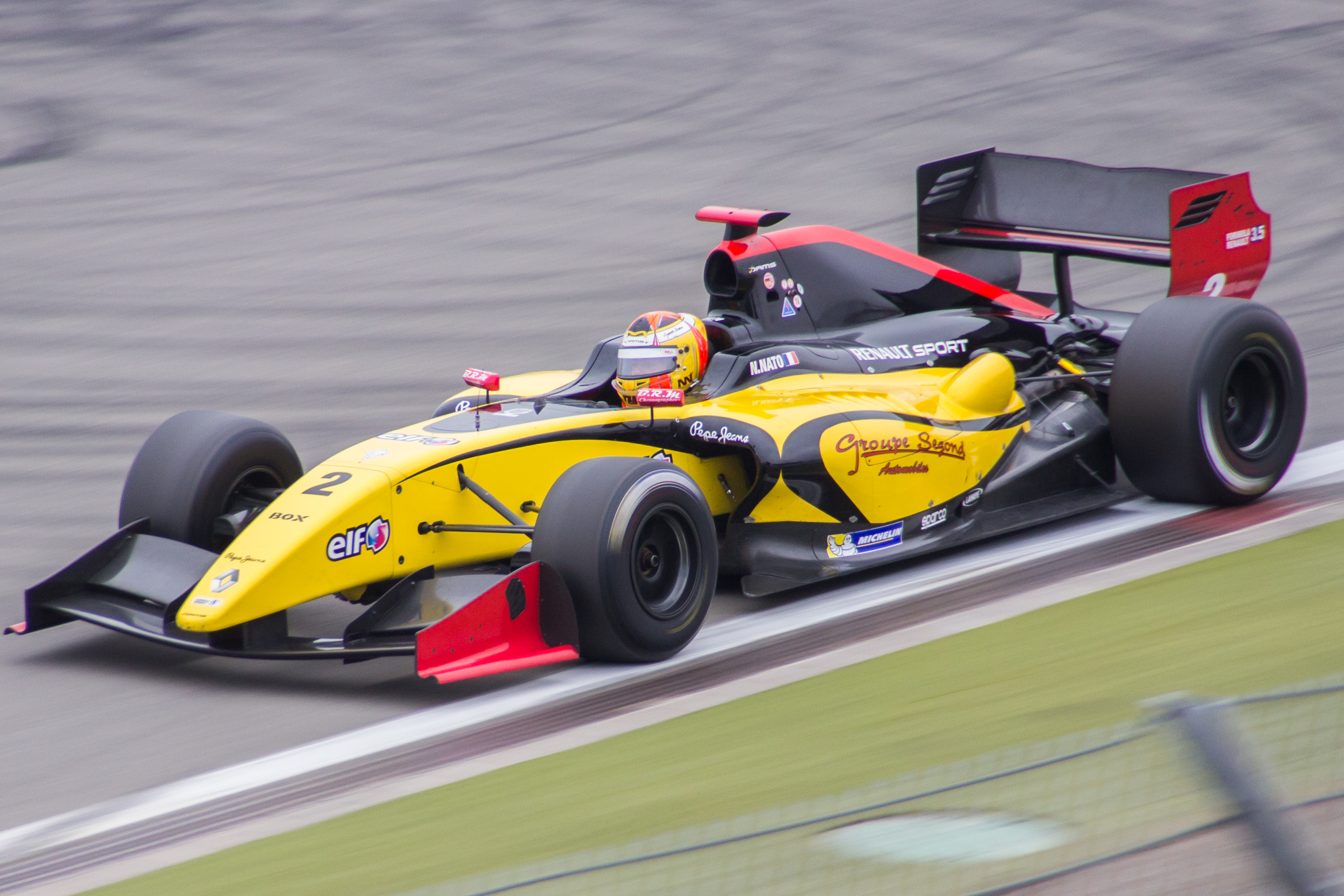
Norman Nato en 2014 au Nürburgring.

L'année suivante, Norman Nato passe à l'échelon supérieur et dispute sa première saison en Formule Renault 3.5, avec DAMS. Son équipier est le Danois Kevin Magnussen, qui va très vite se montrer dominateur et qui remportera le titre en fin d'année, avant d'être engagé par McLaren Racing pour la saison 2014 de Formule 1. De son côté, Nato continue de faire ses gammes et doit se contenter de quelques points à chaque course. Avec 33 points, il termine à la 13e place du championnat, avant de rempiler en 2014, toujours avec DAMS. Bénéficiant de son année d'expérience, il réalise notamment un week-end parfait à Monaco avec la pole position, la victoire, et le meilleur tour en course. Il obtient une deuxième victoire à Budapest, et termine finalement à la 7e place finale.

### 2015-2017: le GP2 Series et la Formule 2
Norman Nato rejoint en 2015 le championnat de GP2 Series avec Arden International. Il lutte dans le milieu du peloton et achève cette première saison à la 18e place. Ses meilleurs résultats sont deux 6e places, obtenues une nouvelle fois à Budapest en Hongrie, et à Monza en Italie, où il décroche par ailleurs le meilleur tour lors de la course longue.
L'année 2015 voit également la tragique disparition en juillet de son ami Jules Bianchi, des suites de son accident au Grand Prix automobile du Japon 2014. Tout comme ses compatriotes Romain Grosjean et Jean-Éric Vergne, il porte le cercueil de Jules Bianchi lors de ses funérailles célébrées à Nice. Il porte depuis l'inscription #JB17 sur son casque, en hommage au jeune pilote français décédé.
Norman Nato poursuit en GP2 Series en 2016, engagé par Racing Engineering. Dès la première manche à Barcelone, en Espagne, il signe le meilleur tour lors de la course longue et décroche sa première victoire. Norman Nato termine ensuite 2e lors de la course longue à Monaco. Il aurait pu remporter cette dernière, mais Artem Markelov, profitant de la voiture de sécurité virtuelle, réussit à prendre l'avantage dans les derniers instants. Malgré ce début de saison très prometteur, les deux manches suivantes lui sont moins favorables. Il connaît un double abandon à Bakou en Azerbaïdjan perd plusieurs places au classement, mais il s'y illustre cependant en signant la pole position. À Silverstone, en Grande-Bretagne, malgré une nouvelle pole position, il ne connaît pas plus de réussite. Il retrouve le chemin du podium en Hongrie sur le Hungaroring en terminant 3e de la course du dimanche. Il remporte sa deuxième victoire de la saison à Monza, puis obtient un dernier podium à Sepang. Il se classe 5e du championnat avec 136 points.
En 2017, il retourne chez Arden International, qui passe sous le pavillon de Jagonya Ayam, la branche indonésienne de KFC. Le championnat de GP2 Series est alors renommé Formule 2 un mois plus tard. Il monte sur la deuxième marche du podium dès la première course à Sakhir mais doit abandonner lors de la course sprint le lendemain. Norman Nato connaît un long passage à vide jusqu'en Azerbaïdjan où il termine 5e le samedi, puis remporte la course le dimanche. Il monte une troisième et dernière fois sur le podium à Silverstone et termine dans les points jusqu'en Belgique, avant de finir six fois hors de la zone des points. Il se classe finalement 9e du championnat, loin devant son équipier Sean Gelael.

### 2018-2020: Championnat du monde d'Endurance (WEC)
En 2018, Norman Nato quitte la monoplace et rejoint son ancienne écurie de GP2 Racing Engineering, en European Le Mans Series. Avec ses deux équipiers français Olivier Pla et Paul Petit, il s'impose dès sa première course d'endurance aux 4 Heures du Castellet, et l'équipage se classe 3e du championnat. Il participe également aux 24 Heures du Mans avec SMP Racing dans la catégorie LMP2 et termine 14e au classement général. En fin d'année, il devient pilote de réserve de l'écurie Venturi en Formule E.
En 2019, il reste brièvement pilote d'European Le Mans Series mais passe chez G-Drive Racing, avec Roman Rusinov et Job van Uitert. Malgré une pole position sur le circuit Paul Ricard, l'équipage ne fait pas mieux que 4e en course, avant de s'imposer à Monza. En juin, Norman Nato participe aux 24 Heures du Mans avec RLR Msport/Tower Events, en LMP2, mais la voiture ne termine pas classée. Norman Nato prend également part à deux courses en Blancpain GT Series Endurance Cup, avec le Belgian Audi Club Team WRT.
Pour la saison 2019-2020, Norman Nato rejoint Rebellion Racing en LMP1. Aligné aux côtés de Gustavo Menezes et Bruno Senna, il obtient la 3e place des 6 Heures de Fuji. Toujours avec Menezes et Senna, il remporte les 4 Heures de Shanghai devant les Toyota, offrant à Rebellion sa première victoire de la saison. Le duo termine 2e des 24 Heures du Mans et s'impose également à Austin.

### 2021-2024: Championnat du monde de Formule E FIA
En octobre 2020, l'écurie Venturi officialise l'arrivée de Norman Nato en tant que pilote titulaire pour le championnat du monde de Formule E FIA 2020-2021. Il occupait déjà le rôle de pilote de réserve les années précédentes. Il connait une saison mouvementée mais montre de très bonnes performances lors de plusieurs courses, montant sur 2 podiums en course 1 à Rome et en course 2 à Valence. Il est néanmoins disqualifié par la suite pour une surconsommation d'énergie et perd ses deux podiums et les 30 points au championnat qui l'auraient placé dans le top 8 avec 84 points. 
Il décroche sa première victoire dans le championnat lors de la deuxième manche de l’ePrix de Berlin, ultime course de la saison. Il termine cette saison dernière à la 18e place au championnat du monde avec un total de 54 points.
Norman Nato quitte Venturi Racing après la saison 2020-2021 et est remplacé par Lucas di Grassi qui quitte Audi, le constructeur quittant la discipline après 7 saisons. Il devient pour la saison suivante pilote de réserve pour l'écurie Jaguar Racing, aux côtés d'un autre français Tom Dillmann. Grâce à ce rôle, il est choisi pour remplacer Sam Bird, blessé, lors des deux derniers E-Prix de la saison. 
À l'occasion de la troisième génération des Formule E, pour la saison 2022/2023, il rejoint l'écurie japonaise Nissan (ex-Nissan e.DAMS), aux côtés du Français Sacha Fenestraz.

## Résultats depuis 2003

### Résultats en karting
| Saison | Championnat              | Lieu             | Catégorie  | Classement |
| ------ | ------------------------ | ---------------- | ---------- | ---------- |
| 2003   | Championnat de France    | Ostricourt       | Minime     | 2e         |
| 2004   | Championnat de France    | Le Mans          | Minime     | 1er        |
| 2005   | Championnat de France    | Saint-Amand      | Cadet      | 1er        |
| 2006   | Championnat de France    | Lavelanet        | Junior-KF3 | 2e         |
| 2006   | Championnat d'Europe     | Braga            | Junior-KF3 | 9e         |
| 2007   | Coupe du monde           | Mariembourg      | Espoir-KF2 | 18e        |
| 2007   | Course des Champions     | El Vendrell      | Espoir-KF2 | 2e         |
| 2008   | Championnat d'Europe     | Angerville       | Elite-KF1  | 7e         |
| 2008   | Coupe du monde           | Varennes         | KZ1        | 11e        |
| 2008   | US SuperNationals        | Las Vegas        | Superpro   | 7e         |
| 2008   | European Bridgestone Cup | Lonato del Garda | KZ2        | 3e         |
| 2008   | Course des Champions     | El Vendrell      | KF2        | 2e         |
| 2009   | Monaco Kart Cup          | Monaco           | KZ2        | 4e         |
| 2009   | Championnat de France    | Lyon             | KZ2        | 1er        |
| 2009   | Championnat d'Europe     | Wackersdorf      | KZ1        | 8e         |
| 2009   | Coupe du monde           | Sarno            | KZ1        | 4e         |
| 2009   | US SuperNationals        | Las Vegas        | Superpro   | 2e         |

### Résultats en monoplace
| Saison | Championnat                 | Écurie              | Courses | Victoires | Pole positions | Meilleurs tours | Podiums | Points | Classement |
| ------ | --------------------------- | ------------------- | ------- | --------- | -------------- | --------------- | ------- | ------ | ---------- |
| 2010   | F4 Eurocup 1.6              | Auto Sport Academy  | 14      | 2         | 0              | 1               | 8       | 131    | 2e         |
| 2011   | Eurocup Formula Renault 2.0 | R-ace GP            | 14      | 0         | 0              | 0               | 2       | 58     | 11e        |
| 2011   | Formula Renault 2.0 NEC     | R-ace GP            | 7       | 0         | 1              | 0               | 1       | 56     | 25e        |
| 2012   | Eurocup Formula Renault 2.0 | RC Formula          | 14      | 1         | 0              | 1               | 4       | 96     | 4e         |
| 2012   | Formula Renault 2.0 Alps    | RC Formula          | 14      | 4         | 5              | 5               | 8       | 214    | 2e         |
| 2013   | Formule Renault 3.5         | DAMS                | 17      | 0         | 1              | 0               | 0       | 33     | 13e        |
| 2014   | Formule Renault 3.5         | DAMS                | 17      | 2         | 1              | 1               | 2       | 89     | 7e         |
| 2015   | GP2 Series                  | Arden International | 21      | 0         | 0              | 1               | 0       | 20     | 18e        |
| 2016   | GP2 Series                  | Racing Engineering  | 22      | 2         | 1              | 1               | 5       | 136    | 5e         |
| 2017   | Formule 2                   | Arden International | 22      | 1         | 0              | 0               | 3       | 91     | 9e         |

### Résultats en championnat du monde de Formule E
| Saison    | Écurie                | Courses disputées | Pole positions | Meilleurs tours | Victoires | Podiums | Dans les points | Abandons | Points inscrits | Classement |
| --------- | --------------------- | ----------------- | -------------- | --------------- | --------- | ------- | --------------- | -------- | --------------- | ---------- |
| 2020-2021 | ROKiT Venturi Racing  | 16                | 0              | 1               | 1         | 1       | 4               | 3        | 54              | 18e        |
| 2021-2022 | Jaguar TCS Racing     | 2                 | 0              | 0               | 0         | 0       | 0               | 0        | 0               | 22e        |
| 2022-2023 | Nissan Formula E Team | 16                | 0              | 0               | 0         | 1       | 8               | 2        | 63              | 10e        |
| 2023-2024 | Andretti Global       | 3                 | 0              | 0               | 0         | 0       | 2               | 0        | 9               | 13e        |
|           |                       | 37                | 0              | 1               | 1         | 2       | 14              | 5        | 126             |            |

### Résultats aux 24 Heures du Mans
| Année | Écurie                   | no | Châssis       | Moteur                | Pneus    | Catégorie | Équipiers                      | Tours | Résultat | Résultat de catégorie |
| ----- | ------------------------ | -- | ------------- | --------------------- | -------- | --------- | ------------------------------ | ----- | -------- | --------------------- |
| 2018  | SMP Racing               | 35 | Dallara P217  | Gibson GK428 4,2 l V8 | Dunlop   | LMP2      | Viktor Shaytar Harrison Newey  | 345   | 14e      | 10e                   |
| 2019  | RLR M Sport/Tower Events | 43 | Oreca 07      | Gibson GK428 4,2 l V8 | Dunlop   | LMP2      | John Farano Arjun Maini        | 295   | Nc       | Nc                    |
| 2020  | Rebellion Racing         | 1  | Rebellion R13 | Gibson GK458 4,5 l V8 | Michelin | LMP1      | Gustavo Menezes Bruno Senna    | 382   | 2e       | 2e                    |
| 2021  | Realteam Racing          | 70 | Oreca 07      | Gibson GK428 4,2 l V8 | Goodyear | LMP2      | Loïc Duval Esteban Garcia      | 356   | 17e      | 12e                   |
| 2022  | Realteam par WRT         | 70 | Oreca 07      | Gibson GK428 4,2 l V8 | Goodyear | LMP2      | Rui Andrade Ferdinand Habsburg | 362   | 21e      | 17e                   |